# جی‌اکس ایرلاینز
جی‌اکس ایرلاینز (انگلیسی: GX Airlines) شرکت هواپیمایی چینی است، که در سال ۲۰۱۵ تأسیس شد.